# The Wild Man of the Navidad
The Wild Man of the Navidad è un film del 2008, diretto da Duane Graves e Justin Meeks.
In accordo coi produttori, il film è grosso modo basato sulla vita reale di Dale S. Rogers, un uomo che, negli anni '70, ha vissuto lungo le rive del fiume Navidad (Sublime (Texas)) - la stessa area dove si originò la leggenda dell'uomo selvaggio di Navidad a fine '800.

## Trama
La trama segue le vicende di Dale, di sua moglie, costretta sulla sedia a rotelle, e del vigilante Mario. Sebbene il ranch si trovi su un'area di vari acri protetta da vari cacciatori, Dale era titubante nel costruirlo in quella landa a causa dei racconti su strane creature che vi abiterebbero, simili al Bigfoot: difatti col tempo, i cacciatori diverranno le prede di quelle creature.

## Produzione
The Wild Man of the Navidad nasce come sceneggiatura per mano di Duane Graves e Justin Meeks alcuni anni prima. Al duo era stata offerta la possibilità di girare un film che trattasse del Texas; così, i due iniziarono a studiare la storia folcloristica texana fino a quando si imbatterono nel racconto dell'uomo selvaggio di Navidad. I due scrissero una preliminare bozza che poi spedirono allo studio cinematografico che li aveva messi sotto contratto, il quale però richiese una maggiore quantità di sangue, nudità e torture. Controcorrente all'idea di film horror che avevano i due, Graves e Meeks si tirarono fuori dal progetto della compagnia, sviluppando il film sotto la Greeks Productions Inc., la casa di produzione fondata da loro nel 2001.
Realizzato con un bilancio relativamente basso (7.000 dollari), Graves e Meeks hanno raccolto i fondi necessari alla produzione lavorando durante la settimana, usando i profitti per girare nei fine settimana, cosa che ha portato la lavorazione a consistere in un periodo di sei mesi: dal 6 gennaio 2006 al 9 luglio. Tra le entrate economiche più redditizie, i derivati dalla registrazione di video didattici in lingua francese fatti da Graves e Meeks.
In relazione alle modeste disponibilità finanziarie, per il cast artistico sono stati selezionati non attori professionisti, ma abitanti del luogo o volti alle prime armi, anche per dare quel tocco documentaristico in più all'intera opera. Meeks stava ultimando le riprese supplementari del film, quando fu chiamato dagli addetti al Tribeca Film Festival interessati ad avere il suo film alla mostra.

### Stile
The Wild Man of the Navidad si presenta come un omaggio ai classici del cinema dell'orrore degli anni '70, girati in stile documentaristico (falso documentario) e accomunati da "driven story", ovvero trame a cui fanno seguito viaggiatori ingenui che finiscono nel loro percorso a incrociare la strada con i cattivi di turno. Tra i film, comunque, che hanno dato maggiore ispirazione ai due autori, Non aprite quella porta, La città che aveva paura e The Legend of Boggy Creek, per via dell'«uso delle atmosfere e del mistero in modo molto efficace e lineare».
Si tratta per lo più di un ritorno alle origini dei film stile "driven story" prodotti sull'onda di The Legend of Boggy Creek con al centro storie di mostri derivati chiaramente dal più noto Bigfoot; con la ricreazione di uno stile vintage molto specifico e l'assorbimento naturale delle musiche.

## Accoglienza

### Critica
All'edizione 2008 del Tribeca Film Festival il film è stato accolto tiepidamente. La critica della rassegna cinematografica lo ha descritto come «austero e claustrofobico, in opposizione ai torture porn che stanno segnando l'horror di questi giorni, il thriller dell'orrore e basso costo The Wild Man of Navidad di Justin Meeks e Daune Graves è indebitato verso gli horror vintage anni '70 e i classici film di mostri».
Scott Foy per Dread Central lo descrive come "un inquietante, lungometraggio di mostri del Sud". Alison Willmore per IFC Films dice che è "un nettare di benvenuto per il palato [per il genere horror]". Cinematical lo descrive nella recensione del critico Scott Weinberg come "entusiasticamente splatter, un piccolo racconto vivace del terrore, che si sente realmente come se si fosse chiusi in un caveau".
Secondo John Anderson per Variety, lo "stato di culto è già raggiunto" grazie al mescolare in modo efficace e potente l'omaggio al genere e il terrore Merle Bertrand di Film Threat lo descrive come un "meraviglioso retro".